# Żelewo
Żelewo (deutsch Seelow) ist ein Dorf in der polnischen Woiwodschaft Westpommern. Es gehört zur Gmina Stare Czarnowo (Landgemeinde Neumark in Pommern) im Powiat Gryfiński (Greifenhagener Kreis).

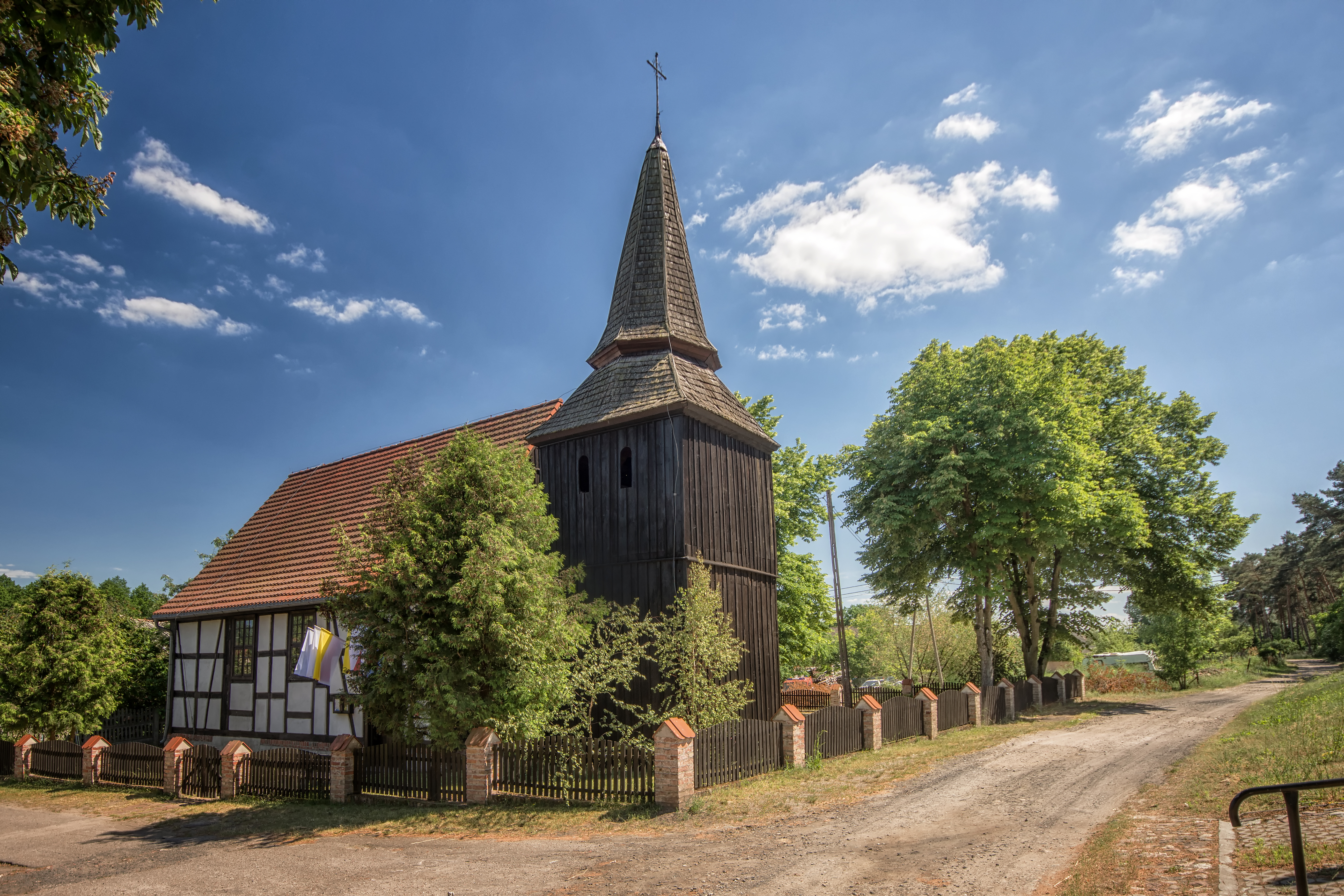
Dorfkirche

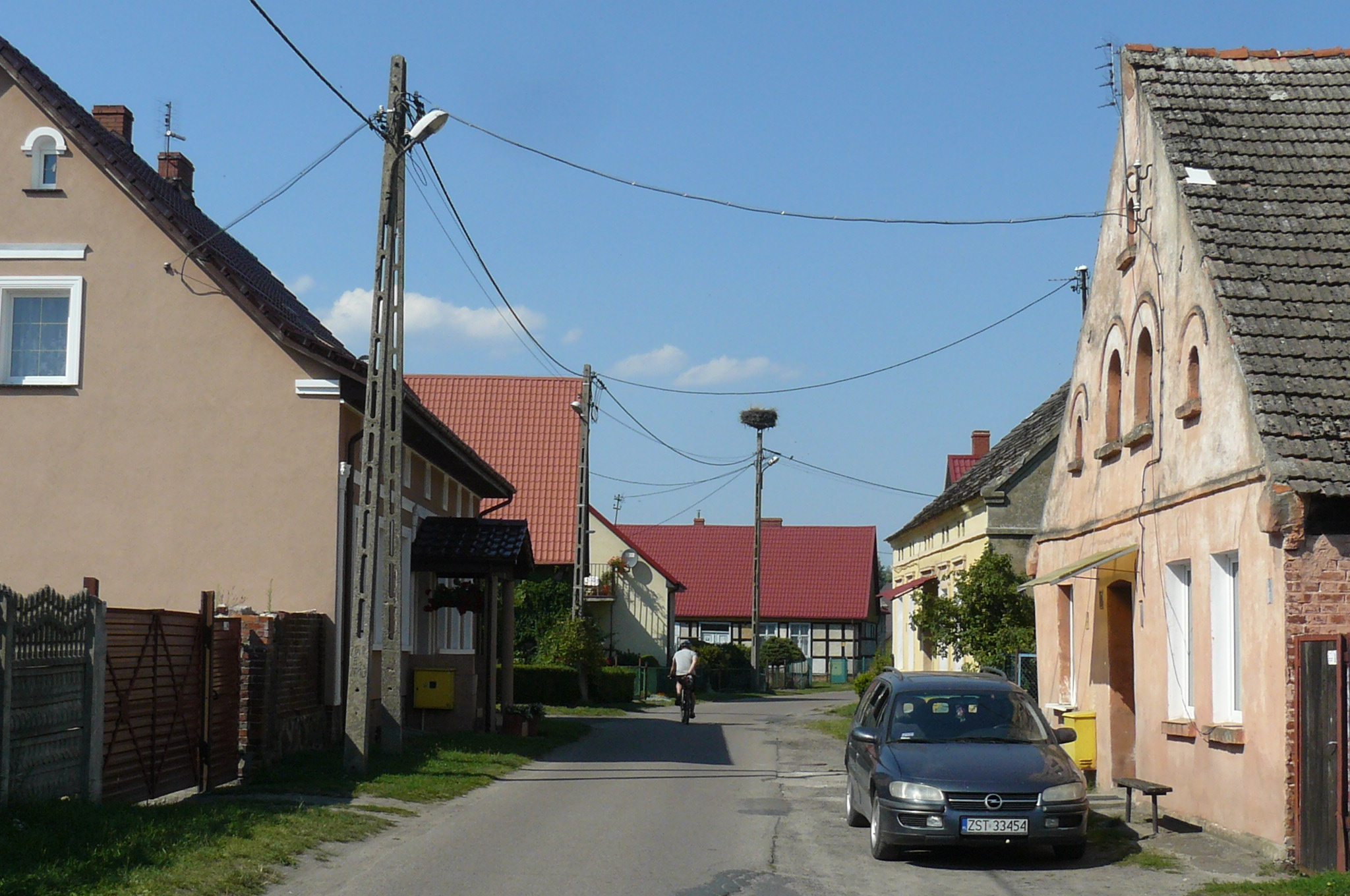
Dorfstraße (Aufnahme 2015)

## Geographische Lage
Das alte Fischerdorf liegt in Hinterpommern am westlichen Hochufer des  Madüsees (poln. Jezioro Miedwie), etwa 28 Kilometer südöstlich von Stettin, vier Kilometer ostsüdöstlich von Kołbacz (Kolbatz)  und 3 ½  Kilometer südöstlich von Nieznań (Heidchen).
Südwestlich des Dorfes erstreckt sich der 75 Hektar große Seelowsee (poln. Jezioro Żelewko).

## Geschichte
Im Jahre 1180 überließ Bischof Konrad I. von Cammin dem Kloster Kolbatz den Zehnten aus dem damals Solow genannten Dorf. In einer Besitzbestätigung von Papst Gregor VIII. für das Kloster Kolbatz aus dem Jahre 1187 wird das Dorf Zelow genannt, in einer Urkunde des pommerschen Adligen Wartislaw aus 1218/1228 taucht es als Zeloue in einer Grenzbeschreibung auf, dann wieder in einer Besitzbestätigung von Bischof Konrad III. von Cammin für das Kloster Kolbatz aus dem Jahre 1236 als Zelow.
1268 verkaufte der pommersche Herzog Barnim I. das Dorf dem Kloster Kolbatz. Damals betrieben die Mönche und die Seelower Fischer auf dem Madüsee die Fischerei gemeinsam.
Bis 1945 gehörte die Gemeinde Seelow mit den Gemeinden Heidchen, Hofdamm, Kolbatz und Neumark zum Amtsbezirk Kolbatz im  Landkreis Greifenhagen im Regierungsbezirk Stettin der preußischen Provinz Pommern des Deutschen Reichs. Das Standesamt befand sich in Belkow. In der Gemeinde bestanden neben Seelow keine benannten Wohnplätze.
Nach Besetzung der Region im Zweiten Weltkrieg durch die Rote Armee 1945 wurde Seelow zusammen mit Hinterpommern (militärische Sperrgebiete ausgenommen) seitens der sowjetischen Besatzungsmacht der Volksrepublik Polen zur Verwaltung unterstellt, in  Żelewo umbenannt und polnisch besiedelt. Die deutsche Bevölkerung wurde von der polnischen Administration aus dem Kreisgebiet vertrieben.

## Kirche

### Dorfkirche
Die Dorfkirche gehört zu den ältesten pommerschen Fachwerkkirchen mit nur wenigen Riegeln und Ständern aus dem 17. Jahrhundert. Bis dahin evangelisch, wurde sie 1945 von der katholischen Kirche in Besitz genommen und trägt heute den Namen Kościół Matki Boskiej Nieustającej Pomocy (Kirche Unserer Lieben Frau von der immerwährenden Hilfe).

### Evangelische Kirchengemeinde bis 1945
Ehemals eine Filialgemeinde von Neumark, war Seelow bis 1945 – wie auch Reckow eine Tochtergemeinde im evangelischen Kirchspiel Belkow (Bielkowo) und gehörte zum Kirchenkreis Kolbatz im Westsprengel der Kirchenprovinz Pommern der Kirche der Altpreußischen Union. Das Dorf zählte 1940 immerhin 261 von 780 Gemeindegliedern der Pfarrei Belkow.

### Katholische Kirchengemeinde nach 1945
Seit 1945 ist Żelewo eine Filialgemeinde der Pfarrei Kołbacz im Dekanat Kołbacz im Erzbistum Stettin-Cammin der Katholischen Kirche in Polen.

## Verkehr
Das Dorf  ist drei Kilometer von der polnischen Woiwodschaftsstraße 120 entfernt, von wo es über Kołbacz (Kolbatz) oder über Nieznań (Heidchen) erreichbar ist.
Die nächste Bahnstation ist Reptowo (Karolinenhorst) an der Bahnlinie Posen–Stettin und liegt zehn Kilometer weiter nördlich.

## „Eselslinde“
Neben der Kirche stand bis 1944 die berühmte „Heilige Linde“, besser bekannt als „Eselslinde“, ein im Astwerk weit ausladender, naturbelassener jahrhundertealter Baum. Obwohl sie viele Stürme und Katastrophen überstanden hatte, machten ihr die Naturkräfte dann doch ein Ende. Ihren Namen verdankte sie der Sage nach den Zisterziensermönchen aus dem Kloster Kolbatz, die in Seelow die Heilige Messe lasen und währenddessen ihre Reitesel an der Linde festbanden.